# ویسنتد (کنتیکت)
ویسنتد، کنتیکت (به انگلیسی: Winsted, Connecticut) یک شهر و مکان مختص سرشماری در ایالات متحده آمریکا است که در شهرستان لتچفیلد، کنتیکت واقع شده‌است.

## خصوصیات
ویسنتد ۱۲٫۵ کیلومترمربع مساحت و ۷٬۳۲۱ نفر جمعیت دارد و ۲۱۶ متر بالاتر از سطح دریا واقع شده‌است.

## نگارخانه

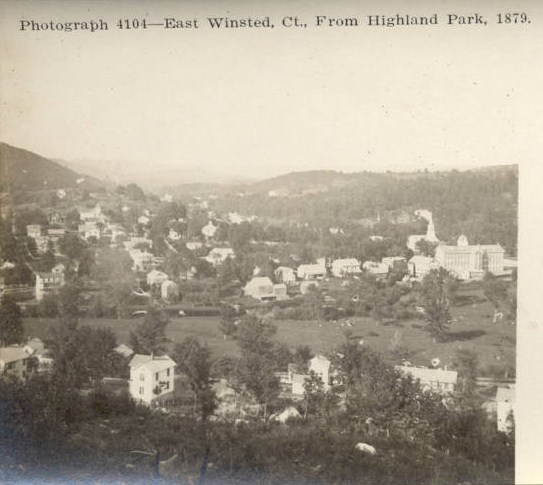
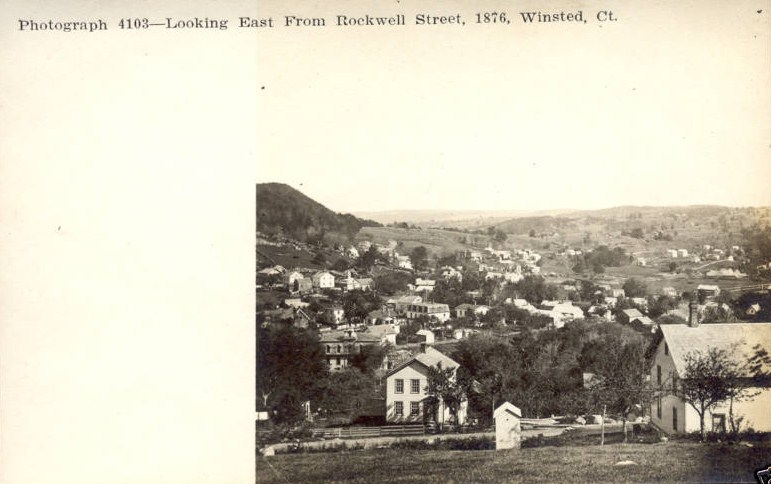
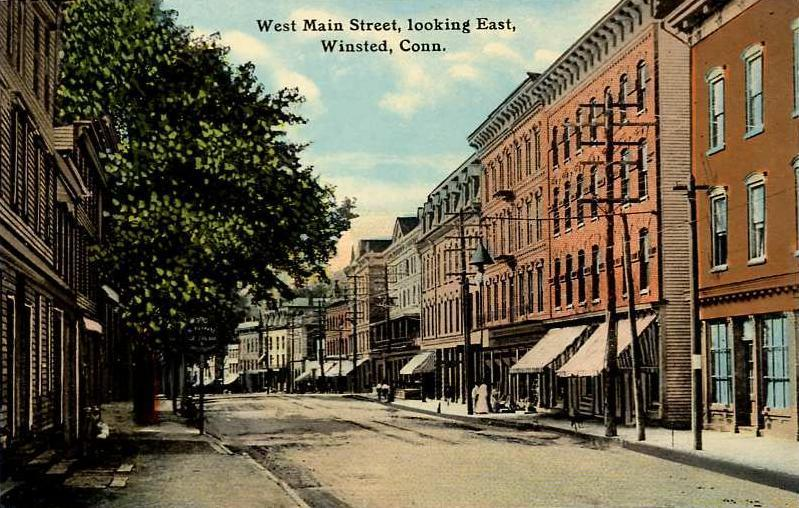
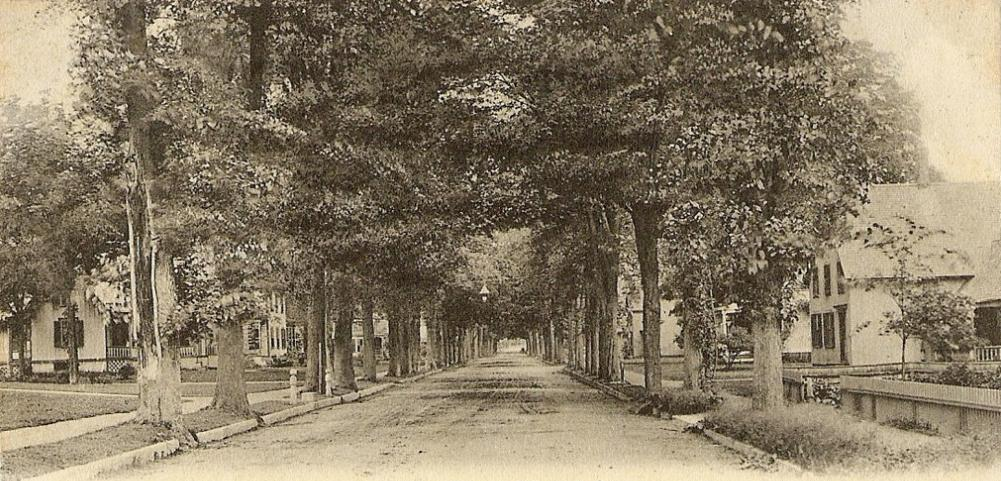
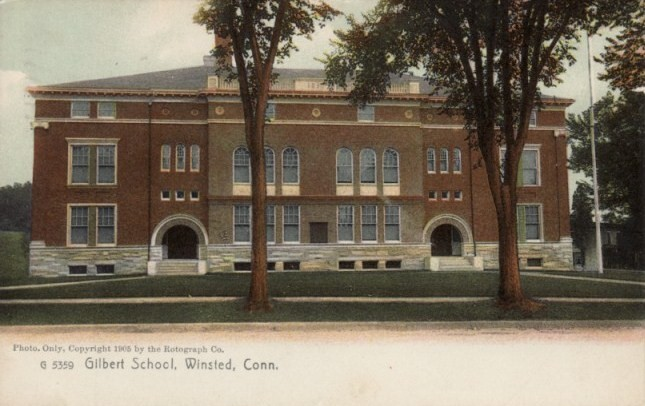
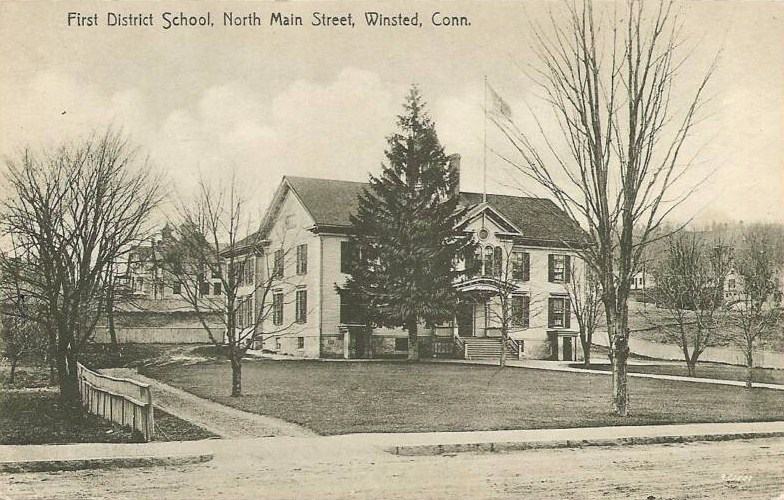